# Nephrotoma qinghaiensis
Nephrotoma qinghaiensis är en tvåvingeart. Nephrotoma qinghaiensis ingår i släktet Nephrotoma och familjen storharkrankar.

## Underarter
Arten delas in i följande underarter:
- N. q. nigrabdomen
- N. q. qinghaiensis